# Умыс
Умыс — мелкая река в Мордовии, левый приток Суры. Длина реки составляет 20 км. Площадь водосборного бассейна — 78,7 км².

## География
Река Умыс берёт начало около деревни Малый Умыс. Течёт на восток. Протекает через 6 поселений: Дворянский Умыс, Новотроицкий, Татарский Умыс, Русское Давыдово, Мордовское Давыдово. Устье реки находится в 481 км по левому берегу реки Суры.

## Данные водного реестра
По данным государственного водного реестра России относится к Верхневолжскому бассейновому округу, водохозяйственный участок реки — Сура от Сурского гидроузла и до устья реки Алатырь, речной подбассейн реки — Сура. Речной бассейн реки — (Верхняя) Волга до Куйбышевского водохранилища (без бассейна Оки).
Код объекта в государственном водном реестре — 08010500312110000036678.